# Ménécrate de Syracuse
 (novembre 2024).
Pour l’article homonyme, voir Ménécrate d'Éphèse.
Ménécrate est un médecin grec de Syracuse, qui vivait dans le IVe siècle avant J.-C.
Plusieurs témoignages évoquent sa vie : Plutarque, Elien, Clément d'Alexandrie, Athénée, Eustathe et la Souda.
Il devint célèbre par son habileté, mais surtout par une vanité qui passa en proverbe. Il écrivait à Philippe, roi de Macédoine : « Ménécrate-Jupiter à Philippe, salut. » Philippe lui répondit : « Philippe à Ménécrate, santé et bon sens. ». L'épithète évoque le dieu Zeus mais aussi le verbe « Vivre », plutôt proche étymologiquement.
Le roi, l’ayant un jour invité à sa table, ne lui fit servir que de l’encens. Lucien, dans ses Dialogues, se plaît à rire à ses dépens. Ses ouvrages sont perdus.

## Source
« Ménécrate de Syracuse », dans Pierre Larousse, Grand dictionnaire universel du XIXe siècle, Paris, Administration du grand dictionnaire universel, 15 vol., 1863-1890 [détail des éditions].